# Yuri Lituyev
Yuri Lituyev (Unión Soviética, 11 de abril de 1925-2 de marzo de 2000) fue un atleta soviético, especialista en la prueba de 400 m vallas en la que llegó a ser subcampeón olímpico en 1952. Entrenó en Leningrado y posteriormente en Moscú en la Sociedad Deportiva de las Fuerzas Armadas.

## Carrera deportiva
En los JJ. OO. de Helsinki 1952 ganó la medalla de plata en los 400 m vallas, con un tiempo de 50.3 segundos, llegando a meta tras el estadounidense Charles Moore y por delante del neozelandés John Holland (bronce).
Al año siguiente batió el récord del mundo de los 400 m vallas.
En el Campeonato Europeo de Atletismo de 1954 ganó la medalla de plata en los 400 m vallas, llegando a meta en un tiempo de 50.8 segundos, por detrás de su compatriota Anatoli Yulin (oro con 50.5 segundos) y por delante del finlandés Ossi Mildh (bronce con 51.5 segundos).